# Asociația Club de Fotbal Sepsi OSK Sfântu Gheorghe 2022-2023
Questa voce raccoglie le informazioni riguardanti l'Asociația Club de Fotbal Sepsi OSK Sfântu Gheorghe nelle competizioni ufficiali della stagione 2022-2023.

## Stagione
Nella stagione 2022-2023 il Sepsi disputa il campionato di Liga I, dopo la salvezza ottenuta nella stagione precedente, quando ha concluso la Poule retrocessione al primo posto.
In quanto detentore della Cupa României, il 9 luglio gioca la prima sfida dell'anno in Supercoppa, dove si impone per 2-1 sul CFR Cluj, alzando il trofeo per la prima volta nella sua storia.
In Conference League, dopo aver superato l'Olimpia Lubiana ai calci di rigore, in agosto si arrende al terzo turno della fase di qualificazione agli svedesi del Djurgården.
In campionato si qualifica alla Poule scudetto al termine della stagione regolare, in seguito al recupero del match sospeso alla 23ª giornata e rigiocato dopo l'ultima giornata. In tale occasione batte nello scontro diretto l'FC U Craiova per 4-0, scavalcandolo al 6º posto, e accede così alla fase successiva.
In Coppa di Romania passa a punteggio pieno la fase a gironi, per poi sconfiggere in successione Mioveni e CFR Cluj ai quarti e in semifinale. Nella finale di Sibiu affronta l'Universitatea Cluj, avendone la meglio solo ai calci di rigore dopo lo 0-0 al termine dei tempi supplementari. Conquista così la Coppa di Romania per la seconda volta consecutiva. 

## Divise e sponsor
Lo sponsor tecnico per la stagione 2022-2023 è Adidas, mentre il main sponsor è Diószegi, società appartenente al proprietario della squadra, László Diószegi.
| Casa | Trasferta | Terza divisa |

## Organigramma societario
Area direttiva
- Presidente: László Diószegi
- Direttore generale: Attila Hadnagy
- Vice presidente: Dávid Kertész
- Direttore del settore giovanile: Lóránt Veress

Area organizzativa
- Capo della segreteria: Elvira Török
- Responsabile ordine e sicurezza: Pál Huszti
- Organizzatore eventi: Attila Czine
- Scout: Endre Mátyás
- Magazziniere: Attila Nistor

Area comunicazione
- Ufficio stampa: Edit Kiss

Area tecnica
- Allenatori in seconda: Luigi Ciarlantini, Róbert Ilyés, László Kulcsár
- Preparatore atletico: Ionel Colonel
- Preparatore dei portieri: Cornel Cernea
- Coordinatore tecnico: Gyula Berecz

Area sanitaria
- Medico sociale: Gheorghe Popa
- Massaggiatori: Leonard Silișteanu, Cătălin Gheța
- Fisioterapista: Victor Grigoraș

## Rosa
Rosa e numerazione aggiornate al 28 aprile 2023.
| N. |                               | Ruolo | Calciatore                 |
| -- | ----------------------------- | ----- | -------------------------- |
| 3  | Romania (bandiera)            | D     | Bogdan Mitrea              |
| 4  | Ungheria (bandiera)           | D     | Márk Tamás                 |
| 5  | Argentina (bandiera)          | C     | Jonathan Emanuel Rodríguez |
| 6  | Romania (bandiera)            | C     | Nicolae Păun               |
| 7  | Romania (bandiera)            | C     | George Dragomir            |
| 8  | Romania (bandiera)            | C     | Ion Gheorghe               |
| 9  | Romania (bandiera)            | A     | Alexandru Tudorie          |
| 10 | Paesi Bassi (bandiera)        | C     | Anass Achahbar             |
| 11 | Romania (bandiera)            | C     | Marius Ștefănescu          |
| 12 | Romania (bandiera)            | P     | Răzvan Began               |
| 13 | Romania (bandiera)            | C     | Cosmin Matei               |
| 15 | Macedonia del Nord (bandiera) | C     | Stefan Aškovski            |
| 18 | Slovacchia (bandiera)         | A     | Pavol Šafranko             |
| 20 | Romania (bandiera)            | D     | Andres Dumitrescu          |
| 21 | Romania (bandiera)            | C     | Cristian Bărbuț            |
| 22 | Guinea-Bissau (bandiera)      | C     | Francisco Júnior           |

| N. |                       | Ruolo | Calciatore                |
| -- | --------------------- | ----- | ------------------------- |
| 24 | Romania (bandiera)    | C     | Denis Florin Renta        |
| 27 | Romania (bandiera)    | D     | Rareș Ispas               |
| 29 | Moldavia (bandiera)   | A     | Vitalie Damașcan          |
| 30 | Romania (bandiera)    | C     | Akós Nistor               |
| 33 | Romania (bandiera)    | P     | Roland Niczuly (capitano) |
| 42 | Romania (bandiera)    | A     | Sergiu Șerban             |
| 44 | Romania (bandiera)    | D     | Mihai Bălașa              |
| 45 | Romania (bandiera)    | D     | Denis Ciobotariu          |
| 67 | Albania (bandiera)    | C     | Enriko Papa               |
| 77 | Croazia (bandiera)    | C     | Adnan Aganović            |
| 82 | Slovacchia (bandiera) | D     | Branislav Niňaj           |
| 88 | Bulgaria (bandiera)   | D     | Radoslav Dimitrov         |
| 90 | Romania (bandiera)    | C     | Cătălin Golofca           |
| 97 | Ungheria (bandiera)   | A     | Roland Varga              |
| 98 | Romania (bandiera)    | P     | Hunor Gedő                |
| 99 | Venezuela (bandiera)  | A     | Mario Rondón              |

## Calciomercato

### Sessione estiva(dall'1/7 al 30/9)
| Acquisti         | Acquisti                   | Acquisti           | Acquisti      |
| R.               | Nome                       | da                 | Modalità      |
| ---------------- | -------------------------- | ------------------ | ------------- |
| D                | Denis Ciobotariu           | CFR Cluj           | svincolato    |
| D                | Rareș Ispas                | CFR Cluj           | svincolato    |
| D                | Márk Tamás                 | Śląsk Breslavia    | svincolato    |
| C                | Ion Gheorghe               | Voluntari          | svincolato    |
| C                | Francisco Júnior           | Gaz Metan Mediaș   | svincolato    |
| C                | Cosmin Matei               | Dinamo Bucarest    | svincolato    |
| C                | Jonathan Emanuel Rodríguez | CFR Cluj           | svincolato    |
| A                | Mario Rondón               | Radomiak Radom     | svincolato    |
| A                | Pavol Šafranko             | M. Sundowns        | svincolato    |
| A                | Roland Varga               | Nieciecza          | svincolato    |
| Altre operazioni |                            |                    |               |
| R.               | Nome                       | da                 | Modalità      |
| D                | Krisztián Dobozi           | KSE Târgu Secuiesc | fine prestito |
| C                | Petar Bojić                | Kolubara           | fine prestito |
| C                | Lóránt Kovács              | Csikszereda        | fine prestito |
| A                | Cvetelin Čunčukov          | Chindia Târgoviște | fine prestito |

| Cessioni         | Cessioni          | Cessioni              | Cessioni      |
| R.               | Nome              | a                     | Modalità      |
| ---------------- | ----------------- | --------------------- | ------------- |
| D                | Bogdan Mitrea     | Universitatea Craiova | definitivo    |
| D                | Hugo Sousa        | Iōnikos               | svincolato    |
| D                | Răzvan Tincu      | Politehnica Iași      | svincolato    |
| C                | Stefan Aškovski   | Lamia                 | svincolato    |
| C                | Boubacar Fofana   | Ironi Tiberias        | svincolato    |
| C                | István Fülöp      | Békéscsaba            | svincolato    |
| C                | Eder González     | Atromītos             | svincolato    |
| C                | Gabriel Vașvari   | Politehnica Iași      | svincolato    |
| A                | Vitalie Damașcan  | Voluntari             | prestito      |
| A                | Kevin Luckassen   | Kayserispor           | fine prestito |
| Altre operazioni |                   |                       |               |
| R.               | Nome              | a                     | Modalità      |
| C                | Lóránt Kovács     | Csíkszereda           | svincolato    |
| A                | Cvetelin Čunčukov | CSA Steaua Bucarest   | svincolato    |

### Sessione invernale(dall'1/1 al 28/2)
| Acquisti | Acquisti    | Acquisti        | Acquisti |
| R.       | Nome        | da              | Modalità |
| -------- | ----------- | --------------- | -------- |
| C        | Enriko Papa | Çaykur Rizespor | prestito |

| Cessioni | Cessioni        | Cessioni     | Cessioni   |
| R.       | Nome            | a            | Modalità   |
| -------- | --------------- | ------------ | ---------- |
| C        | Cristian Bărbuț | Hermannstadt | svincolato |
| C        | George Dragomir | Botoșani     | svincolato |
| C        | Cătălin Golofca | Botoșani     | svincolato |

## Risultati

### Liga I

#### Prima fase

##### Girone di andata
| Arbitro: | Radu Petrescu |

|                  |           |                       |
| Gustavo 29’, 59’ | Marcatori | 73’ Damașcan 87’ Păun |

| Arbitro: | Viorel Flueran |

|                                                        |           |  |
| Matei 49’ (rig.) Mitrea 60’ Ștefănescu 63’ Golofca 80’ | Marcatori |  |

| Arbitro: | Marcel Bîrsan |

|           |           |             |
| Tamaș 62’ | Marcatori | 84’ Tudorie |

| Sfântu Gheorghe 7 agosto 2022, ore 16:00 EEST 4ª giornata | Sepsi         | 0 – 0 referto | UTA Arad | Sepsi Arena (3 000 spett.)\| Arbitro: \| Rareș Vidican \| |
| Arbitro:                                                  | Rareș Vidican |               |          |                                                           |

| Voluntari 15 agosto 2022, ore 17:00 EET 5ª giornata | Voluntari      | 0 – 0 referto | Sepsi | Stadio Anghel Iordănescu (652 spett.)\| Arbitro: \| Horațiu Feșnic \| |
| Arbitro:                                            | Horațiu Feșnic |               |       |                                                                       |

| Arbitro: | Sebastian Colțescu |

|  |           |            |
|  | Marcatori | 52’ Rondón |

| Arbitro: | Andrei Chivulete |

|                   |           |                        |
| Rondón 21’ (rig.) | Marcatori | 27’ Sefer 45+2’ Ioniță |

| Arbitro: | Horațiu Feșnic |

|            |           |  |
| Sidibe 44’ | Marcatori |  |

| Arbitro: | George Găman |

|  |           |              |
|  | Marcatori | 53’ Krasniqi |

| Arbitro: | Viorel Flueran |

|            |           |                                       |
| Cooper 43’ | Marcatori | 37’ (rig.) Rondón 81’ (rig.) Gheorghe |

| Arbitro: | Iulian Călin |

|                                                                          |           |  |
| Rondón 24’, 45+1’ Gheorghe 66’ Golofca 71’ Achahbar 75’ Tudorie 83’, 90’ | Marcatori |  |

| Arbitro: | Radu Petrescu |

|               |           |                             |
| Paraschiv 36’ | Marcatori | 75’ Ciobotariu 86’ Šafranko |

| Arbitro: | Andrei Chivulete |

|  |           |              |
|  | Marcatori | 33’ Munteanu |

| Arbitro: | István Kovács |

|                      |           |                |
| Matias 33’ Muhar 84’ | Marcatori | 27’ Ciobotariu |

| Arbitro: | Marcel Bîrsan |

|  |           |                     |
|  | Marcatori | 51’ (rig.) Compagno |

##### Girone di ritorno
| Arbitro: | Marian Barbu |

|  |           |              |
|  | Marcatori | 58’ Vătăjelu |

| Arbitro: | István Kovács |

|  |           |                                                                  |
|  | Marcatori | 28’ (rig.), 37’ (rig.) Matei 52’ Rondón 68’ Šafranko 89’ Tudorie |

| Arbitro: | George Găman |

|                 |           |  |
| Rondón 16’, 56’ | Marcatori |  |

| Arbitro: | Cătălin Popa |

|           |           |                                                        |
| Otele 30’ | Marcatori | 29’ (rig.) Matei 53’ Ștefănescu 64’ Tudorie 90+4’ Păun |

| Arbitro: | Radu Petrescu |

|             |           |           |
| Tudorie 20’ | Marcatori | 76’ Nemec |

| Arbitro: | Iulian Dima |

|                      |           |                  |
| Păun 30’ Tudorie 51’ | Marcatori | 75’ (rig.) Thiam |

| Arbitro: | Horațiu Feșnic |

|                               |           |  |
| Dugandžić 5’, 13’, 19’ (rig.) | Marcatori |  |

| Arbitro: | Radu Petrescu |

|                                                    |           |  |
| Păun 7’ Gurău 16’ (aut.) Aganović 44’ Šafranko 49’ | Marcatori |  |

| Arbitro: | Marcel Bîrsan |

|            |           |          |
| Rusu 90+5’ | Marcatori | 9’ Matei |

| Arbitro: | Sebastian Colțescu |

|                           |           |                         |
| Rondón 45+3’ Šafranko 56’ | Marcatori | 20’ Cooper 44’ Akhmatov |

| Arbitro: | Cătălin Popa |

|             |           |           |
| Patache 45’ | Marcatori | 30’ Matei |

| Arbitro: | Horia Mladinovici |

|                                |           |                  |
| Aganović 27’ Bălașa 88’ (rig.) | Marcatori | 77’ (rig.) Babić |

| Arbitro: | Adrian Cojocaru |

|                         |           |  |
| Băluță 22’ Mazilu 45+3’ | Marcatori |  |

| Arbitro: | Sebastian Colțescu |

|                        |           |                      |
| Tamás 10’ Šafranko 73’ | Marcatori | 31’ Matias 36’ Janga |

| Arbitro: | Horațiu Feșnic |

|                 |           |  |
| Oc. Popescu 21’ | Marcatori |  |

#### Poule scudetto
| Arbitro: | István Kovács |

|                        |           |             |
| Grameni 28’ Mazilu 46’ | Marcatori | Tudorie 59’ |

| Arbitro: | Sebastian Colțescu |

|                     |           |                       |
| Radunović 6’ (aut.) | Marcatori | 8’ Compagno 19’ Coman |

| Arbitro: | Cătălin Popa |

|                            |           |  |
| Tudorie 26’ Ștefănescu 86’ | Marcatori |  |

| Arbitro: | Iulian Călin |

|                       |           |                |
| Bîrligea 44’ Deac 53’ | Marcatori | 28’ Dumitrescu |

| Arbitro: | Marcel Bîrsan |

|                  |           |                        |
| Ștefănescu 90+5’ | Marcatori | 49’ Crețu 66’ Marković |

| Arbitro: | Radu Petrescu |

|                |           |           |
| Ștefănescu 89’ | Marcatori | 73’ Borza |

| Arbitro: | Marcel Bîrsan |

|                                          |           |             |
| Miculescu 28’ Ov. Popescu 74’ Cordea 79’ | Marcatori | 67’ Tudorie |

| Bucarest 12 maggio 2023, ore 20:30 EEST 8ª giornata | Rapid Bucarest | 0 – 0 referto | Sepsi | Stadio Rapid-Giulești (13 000 spett.)\| Arbitro: \| Andrei Florin \| |
| Arbitro:                                            | Andrei Florin  |               |       |                                                                      |

| Arbitro: | Sorin Costreie |

|             |           |                       |
| Tudorie 43’ | Marcatori | 33’ Petrila 82’ Janga |

| Arbitro: | Marian Barbu |

|  |           |                  |
|  | Marcatori | 90+4’ Ștefănescu |

### Cupa României

#### Fase a gironi
| Arbitro: | Horia Mladinovici |

|            |           |                                   |
| Grozav 48’ | Marcatori | 51’ Rondón 63’ Niňaj 89’ Šafranko |

| Arbitro: | Andrei Moroiță |

|                                  |           |                                            |
| Ciobotariu 82’ (aut.) Roșu 90+3’ | Marcatori | 16’ F. Júnior 57’ Păun 88’ (aut.) Patriche |

| Arbitro: | Adrian Cojocaru |

|                                        |           |  |
| Bălașa 14’ Varga 17’, 62’ Šafranko 84’ | Marcatori |  |

#### Fase a eliminazione diretta
| Arbitro: | Iulian Dima |

|                                           |           |             |
| Gheorghe 54’ Matei 69’, 90’ Tudorie 90+5’ | Marcatori | 75’ Rădescu |

| Arbitro: | Adrian Cojocaru |

|                                    |           |  |
| Păun 10’ Ștefănescu 29’ Rondón 81’ | Marcatori |  |

| Arbitro: | [[Cătălin Popa]] |

|                                                                 |                      |                                                  |
| Varga Rodríguez Tudorie Gheorghe Ștefănescu Aganović Márk Tamás | Tiri di rigore 5 – 4 | Chipciu Bic Tescan Fernandes Nistor Gomes Martić |

### UEFA Europa Conference League

#### Fase di qualificazione
| Arbitro: | Don Robertson |

|                                                  |           |           |
| Ștefănescu 45+4’ Păun 84’ Karamatic 90+3’ (aut.) | Marcatori | 4’ Sešlar |

| Arbitro: | Sebastian Gishamer |

|                                    |                      |                                  |
| Kvesić 61’ Krefl 70’               | Marcatori            |                                  |
| Nukić Crnomarković Ziljkić Prtajin | Tiri di rigore 2 – 4 | Mitrea Tudorie Damașcan Gheorghe |

| Arbitro: | Paweł Raczkowski |

|                    |           |                                     |
| Tudorie 79’ (rig.) | Marcatori | 26’ (rig.) Edvardsen 31’, 54’ Asoro |

| Arbitro: | Sascha Stegemann |

|                             |           |          |
| Finndell 12’ Asoro 23’, 71’ | Marcatori | 8’ Matei |

### Supercupa României
| Arbitro: | Adrian Cojocaru |

|         |           |                        |
| Păun 2’ | Marcatori | 45+3’ Matei 85’ Rondón |

## Statistiche

### Statistiche di squadra
Statistiche aggiornate al 4 giugno 2023.
| Competizione       | Competizione       | Punti | In casa | In casa | In casa | In casa | In casa | In casa | In trasferta | In trasferta | In trasferta | In trasferta | In trasferta | In trasferta | Totale | Totale | Totale | Totale | Totale | Totale | DR  |
| Competizione       | Competizione       | Punti | G       | V       | N       | P       | Gf      | Gs      | G            | V            | N            | P            | Gf           | Gs           | G      | V      | N      | P      | Gf     | Gs     | DR  |
| ------------------ | ------------------ | ----- | ------- | ------- | ------- | ------- | ------- | ------- | ------------ | ------------ | ------------ | ------------ | ------------ | ------------ | ------ | ------ | ------ | ------ | ------ | ------ | --- |
| Liga I             | Prima fase         | 42    | 15      | 6       | 4       | 5       | 27      | 13      | 15           | 5            | 5            | 5            | 20           | 17           | 30     | 11     | 9      | 10     | 47     | 30     | +17 |
| Liga I             | Poule scudetto     | 8     | 5       | 1       | 1       | 3       | 6       | 7       | 5            | 1            | 1            | 3            | 4            | 7            | 10     | 2      | 2      | 6      | 10     | 14     | -4  |
| Cupa României      | Cupa României      | -     | 3       | 3       | 0       | 0       | 11      | 1       | 3            | 2            | 1            | 0            | 6            | 3            | 6      | 5      | 1      | 0      | 17     | 4      | +13 |
| Conference League  | Conference League  | -     | 2       | 1       | 0       | 1       | 4       | 4       | 2            | 0            | 0            | 2            | 1            | 5            | 4      | 1      | 0      | 3      | 5      | 9      | -4  |
| Supercupa României | Supercupa României | -     | 0       | 0       | 0       | 0       | 0       | 0       | 1            | 1            | 0            | 0            | 2            | 1            | 1      | 1      | 0      | 0      | 2      | 1      | +1  |
| Totale             | Totale             | -     | 25      | 11      | 5       | 9       | 48      | 25      | 26           | 9            | 7            | 10           | 33           | 33           | 51     | 20     | 12     | 19     | 81     | 58     | +23 |

### Andamento in campionato

#### Prima fase
| Giornata  | 1 | 2 | 3 | 4 | 5 | 6 | 7 | 8  | 9  | 10 | 11 | 12 | 13 | 14 | 15 | 16 | 17 | 18 | 19 | 20 | 21 | 22 | 23 | 24 | 25 | 26 | 27 | 28 | 29 | 30 |
| --------- | - | - | - | - | - | - | - | -- | -- | -- | -- | -- | -- | -- | -- | -- | -- | -- | -- | -- | -- | -- | -- | -- | -- | -- | -- | -- | -- | -- |
| Luogo     | T | C | T | C | T | T | C | T  | C  | T  | C  | T  | C  | T  | C  | C  | T  | C  | T  | C  | C  | T  | C  | T  | C  | T  | C  | T  | C  | T  |
| Risultato | N | V | N | N | N | V | P | P  | P  | V  | V  | V  | P  | P  | P  | P  | V  | V  | V  | N  | V  | P  | V  | N  | N  | N  | V  | P  | N  | P  |
| Posizione | 7 | 3 | 7 | 6 | 7 | 4 | 7 | 10 | 11 | 9  | 7  | 5  | 5  | 6  | 8  | 9  | 8  | 8  | 7  | 7  | 7  | 6  | 6  | 6  | 6  | 6  | 6  | 6  | 7  | 6  |

Legenda:

Luogo: C = Casa; T = Trasferta. Risultato: V = Vittoria; N = Pareggio; P = Sconfitta.

#### Poule scudetto
| Giornata  | 1 | 2 | 3 | 4 | 5 | 6 | 7 | 8 | 9 | 10 |
| --------- | - | - | - | - | - | - | - | - | - | -- |
| Luogo     | T | C | C | T | C | C | T | T | C | T  |
| Risultato | P | P | V | P | P | N | P | N | P | V  |
| Posizione | 6 | 6 | 6 | 6 | 6 | 6 | 6 | 6 | 6 | 6  |

Legenda:

Luogo: C = Casa; T = Trasferta. Risultato: V = Vittoria; N = Pareggio; P = Sconfitta.

### Statistiche dei giocatori
Sono in corsivo i calciatori che hanno lasciato la società a stagione in corso.
Statistiche aggiornate al 4 giugno 2023.
| Giocatore     | Liga I   | Liga I | Liga I      | Liga I     | Cupa României | Cupa României | Cupa României | Cupa României | Conference League | Conference League | Conference League | Conference League | Supercupa României | Supercupa României | Supercupa României | Supercupa României | Totale   | Totale | Totale      | Totale     |
| Giocatore     | Presenze | Reti   | Ammonizioni | Espulsioni | Presenze      | Reti          | Ammonizioni   | Espulsioni    | Presenze          | Reti              | Ammonizioni       | Espulsioni        | Presenze           | Reti               | Ammonizioni        | Espulsioni         | Presenze | Reti   | Ammonizioni | Espulsioni |
| ------------- | -------- | ------ | ----------- | ---------- | ------------- | ------------- | ------------- | ------------- | ----------------- | ----------------- | ----------------- | ----------------- | ------------------ | ------------------ | ------------------ | ------------------ | -------- | ------ | ----------- | ---------- |
| A. Achahbar   | 14       | 1      | 0           | 0          | 3             | 0             | 0             | 0             | 1                 | 0                 | 0                 | 0                 | 0                  | 0                  | 0                  | 0                  | 18       | 1      | 0           | 0          |
| A. Aganović   | 33       | 2      | 5           | 0          | 5             | 0             | 1             | 0             | 3                 | 0                 | 1                 | 0                 | 1                  | 0                  | 0                  | 0                  | 42       | 2      | 7           | 0          |
| S. Aškovski   | 1        | 0      | 0           | 0          | 0             | 0             | 0             | 0             | 0                 | 0                 | 0                 | 0                 | 0                  | 0                  | 0                  | 0                  | 1        | 0      | 0           | 0          |
| M. Bălașa     | 22       | 1      | 6           | 0          | 4             | 1             | 0             | 0             | 3                 | 0                 | 1                 | 0                 | 1                  | 0                  | 0                  | 0                  | 30       | 2      | 7           | 0          |
| C. Bărbuț     | 14       | 0      | 3           | 0          | 2             | 0             | 0             | 0             | 3                 | 0                 | 0                 | 0                 | 1                  | 0                  | 0                  | 0                  | 20       | 0      | 3           | 0          |
| R. Began      | 5        | -6     | 1           | 0          | 2             | -3            | 0             | 0             | 0                 | 0                 | 0                 | 0                 | 0                  | 0                  | 0                  | 0                  | 7        | -9     | 1           | 0          |
| D. Ciobotariu | 28       | 2      | 5           | 0          | 5             | 0             | 0             | 0             | 2                 | 0                 | 0                 | 0                 | 0                  | 0                  | 0                  | 0                  | 35       | 2      | 5           | 0          |
| V. Damașcan   | 5        | 1      | 1           | 0          | 0             | 0             | 0             | 0             | 4                 | 0                 | 1                 | 0                 | 0                  | 0                  | 0                  | 0                  | 9        | 1      | 2           | 0          |
| R. Dimitrov   | 27       | 0      | 2           | 0          | 3             | 0             | 0             | 0             | 4                 | 0                 | 0                 | 0                 | 1                  | 0                  | 0                  | 0                  | 35       | 0      | 2           | 0          |
| G. Dragomir   | 0        | 0      | 0           | 0          | 0             | 0             | 0             | 0             | 1                 | 0                 | 0                 | 0                 | 0                  | 0                  | 0                  | 0                  | 1        | 0      | 0           | 0          |
| A. Dumitrescu | 30       | 1      | 5           | 0          | 3             | 0             | 1             | 0             | 3                 | 0                 | 0                 | 0                 | 1                  | 0                  | 0                  | 0                  | 37       | 1      | 6           | 0          |
| H. Gedő       | 0        | 0      | 0           | 0          | 0             | 0             | 0             | 0             | 0                 | 0                 | 0                 | 0                 | 0                  | 0                  | 0                  | 0                  | 0        | 0      | 0           | 0          |
| I. Gheorghe   | 30       | 2      | 3           | 0          | 5             | 1             | 0             | 0             | 3                 | 0                 | 0                 | 0                 | 1                  | 0                  | 0                  | 0                  | 39       | 3      | 3           | 0          |
| C. Golofca    | 11       | 2      | 0           | 0          | 2             | 0             | 0             | 0             | 3                 | 0                 | 0                 | 0                 | 1                  | 0                  | 0                  | 0                  | 17       | 2      | 0           | 0          |
| R. Ispas      | 20       | 0      | 2           | 0          | 4             | 0             | 0             | 0             | 4                 | 0                 | 0                 | 0                 | 0                  | 0                  | 0                  | 0                  | 28       | 0      | 2           | 0          |
| F. Júnior     | 21       | 0      | 3           | 0          | 4             | 1             | 0             | 0             | 0                 | 0                 | 0                 | 0                 | 1                  | 0                  | 0                  | 0                  | 26       | 1      | 3           | 0          |
| C. Matei      | 35       | 6      | 5           | 0          | 5             | 2             | 0             | 0             | 4                 | 1                 | 0                 | 0                 | 1                  | 1                  | 0                  | 0                  | 45       | 10     | 5           | 0          |
| B. Mitrea     | 5        | 1      | 2           | 0          | 0             | 0             | 0             | 0             | 4                 | 0                 | 2                 | 0                 | 1                  | 0                  | 0                  | 0                  | 10       | 1      | 4           | 0          |
| R. Niczuly    | 35       | -38    | 2           | 0          | 4             | -1            | 1             | 0             | 4                 | -9                | 0                 | 0                 | 1                  | -1                 | 0                  | 0                  | 44       | -49    | 3           | 0          |
| B. Niňaj      | 34       | 0      | 10          | 1          | 3             | 1             | 0             | 0             | 2                 | 0                 | 1                 | 0                 | 0                  | 0                  | 0                  | 0                  | 39       | 1      | 11          | 1          |
| A. Nistor     | 0        | 0      | 0           | 0          | 0             | 0             | 0             | 0             | 0                 | 0                 | 0                 | 0                 | 0                  | 0                  | 0                  | 0                  | 0        | 0      | 0           | 0          |
| E. Papa       | 16       | 0      | 4           | 0          | 2             | 0             | 1             | 0             | 0                 | 0                 | 0                 | 0                 | 0                  | 0                  | 0                  | 0                  | 18       | 0      | 5           | 0          |
| N. Păun       | 36       | 4      | 12          | 3          | 6             | 2             | 1             | 0             | 4                 | 1                 | 1                 | 0                 | 1                  | 0                  | 0                  | 0                  | 47       | 7      | 14          | 3          |
| D. Renta      | 0        | 0      | 0           | 0          | 0             | 0             | 0             | 0             | 0                 | 0                 | 0                 | 0                 | 0                  | 0                  | 0                  | 0                  | 0        | 0      | 0           | 0          |
| J. Rodríguez  | 31       | 0      | 4           | 0          | 5             | 0             | 0             | 0             | 4                 | 0                 | 0                 | 0                 | 0                  | 0                  | 0                  | 0                  | 40       | 0      | 4           | 0          |
| M. Rondón     | 40       | 9      | 3           | 0          | 5             | 2             | 0             | 0             | 4                 | 0                 | 0                 | 0                 | 1                  | 1                  | 0                  | 0                  | 50       | 12     | 3           | 0          |
| P. Šafranko   | 30       | 5      | 0           | 0          | 6             | 2             | 2             | 0             | 0                 | 0                 | 0                 | 0                 | 0                  | 0                  | 0                  | 0                  | 36       | 7      | 2           | 0          |
| S. Șerban     | 0        | 0      | 0           | 0          | 1             | 0             | 0             | 0             | 0                 | 0                 | 0                 | 0                 | 0                  | 0                  | 0                  | 0                  | 1        | 0      | 0           | 0          |
| M. Ștefănescu | 30       | 6      | 7           | 0          | 6             | 1             | 1             | 0             | 1                 | 1                 | 0                 | 0                 | 1                  | 0                  | 0                  | 0                  | 38       | 8      | 8           | 0          |
| M. Tamás      | 18       | 1      | 4           | 1          | 4             | 0             | 0             | 0             | 0                 | 0                 | 0                 | 0                 | 0                  | 0                  | 0                  | 0                  | 22       | 1      | 4           | 1          |
| A. Tudorie    | 36       | 11     | 5           | 0          | 4             | 1             | 0             | 0             | 4                 | 1                 | 0                 | 0                 | 1                  | 0                  | 0                  | 0                  | 45       | 13     | 5           | 0          |
| R. Varga      | 12       | 0      | 0           | 0          | 4             | 2             | 0             | 0             | 0                 | 0                 | 0                 | 0                 | 0                  | 0                  | 0                  | 0                  | 16       | 2      | 0           | 0          |